# Kolon (Verslehre)
Das Kolon (Plural Kola; altgriechisch κῶλον „Glied“) ist in der antiken Metrik eine Gliederungseinheit, die zwischen dem kleineren Komma und der größeren Periode steht, abgeleitet von der rhetorischen Gliederung in Komma, Kolon und Periode.
Vom Komma unterscheidet sich das Kolon außer durch seine Länge von 7 bis 16 Silben dadurch, dass es syntaktisch-semantisch selbständig ist. Von der dem vollständigen Satz entsprechenden Periode unterscheidet es sich durch die beliebige Länge der Periode. Das Kolon kann zwar (in der modernen Poetik) versübergreifend (Enjambement) sein, insgesamt aber nicht länger als ein einzelner Vers.
Im metrischen Schema erscheinen Kola als Teil längerer Versmaße, etwa als durch die Hauptzäsur im Hexameter entstehende Kurzverse, aber auch als eigenständige Verse, insbesondere als verkürzte Verse am Ende einer Folge metrisch gleichartiger Verse in bestimmten Strophenformen, etwa der Adoneus als Schlussvers der sapphischen Strophe. Im zweiten Fall bezeichnet Kolon speziell die abweichende Form, weshalb Strophen aus zwei, drei oder vier metrisch ungleichen Versen auch als Dikolon bzw. Trikolon bzw. Tetrakolon bezeichnet werden. Kehrt eine Kolonform regelmäßig und dominant wieder, so spricht man von einem rhythmischen Leitmotiv.
In der deutschen Metrik wird das Kolon gelegentlich mit dem von Friedrich Gottlieb Klopstock geprägten Begriff des Wortfußes gleichgesetzt. Die Problematik der Gleichsetzung (und die Subjektivität bei der Gliederung in Kola) zeigt sich jedoch bei dem bekannten Klopstockschen Beispiel für die Gliederung eines Satzes in Wortfüße. Klopstock unterteilt in vier Wortfüße:
Schrecklich erscholl | der geflügelte | Donnergesang | in der Heerschar.
Dem entgegen würde man aufgrund des syntaktischen Zusammenhangs in höchstens drei Kola unterteilen:
Schrecklich erscholl | der geflügelte Donnergesang | in der Heerschar.
Der Wortfuß scheint daher eher dem syntaktisch unselbständigen Komma zu entsprechen, das sich an dem Beispiel für eine Strukturierung in etwa gleich lange Sprechtakte als geeigneter zeigt.